# Санджак Гелиболу
Санджак Гелиболу или Галлиполи (тур. Gelibolu Sancağı) — османская провинция второго уровня (санджак или лива), охватывающей полуостров Галлиполи и часть Южной Фракии. Гелиболу был первой османской провинцией в Европе и на протяжении более чем столетия главной базой османского флота. Впоследствии, вплоть до XVIII века, он служил резиденцией капудан-паши и столицей эялета Архипелаг.

## История
Галлиполи (от греческого Kallipolis, турецкого Gelibolu) всегда был местом особой стратегической важности, так как он контролировал проливы Дарданеллы. Уже при Византийской империи он служил военно-морской базой. Турки-османы впервые захватили сильную крепость у византийцев в 1354 году, наряду с другими местами в этом районе, чему способствовало землетрясение, разрушившее их стены. Галлиполи обеспечил османам господство на Балканах и стал резиденцией главного османского губернатора в Румелии. Крепость была отвоевана для Византии Савойским крестовым походом в 1366 году, но осажденные турками-османами византийцы были вынуждены вернуть его обратно в сентябре 1376 года .
Галлиполи стал главным перевалочным пунктом для османских армий, двигавшихся между Европой и Азией, защищенный османским флотом, который имел свою главную базу в городе. Султан Баязид I (1389—1402) укрепил Галлиполи и укрепил его стены и оборону гавани, но первоначально слабый османский флот оставался неспособным полностью контролировать проход через Дарданеллы, особенно когда ему противостояли венецианцы. В результате во время Турецко-венецианской войны (1463—1479) оборона пролива была усилена двумя новыми крепостями, а в Стамбуле был создан Османский имперский арсенал. Галлиполи оставался главной базой османского флота вплоть до 1515 года, когда его перенесли в Стамбул. После этого она начала терять свое военное значение, но оставалась крупным торговым центром как важнейший пункт пересечения Азии и Европы.
Со времени второго османского завоевания до 1533 года Галлиполи был санджаком Румелийского эялета . В 1533 году новый эялет Архипелаг, в который вошла большая часть побережий и островов Эгейского моря, была создана для Хайреддина Барбароссы, капудан-паши (главного адмирал) османского флота, и Галлиполи стал резиденцией и столицей провинции (паша-санджак) Архипелага, до 18-го века, когда капудан-паша двинул свое место в Стамбуле.
К 1846 году санджак Галлиполи стал частью эялета Адрианополь, а после 1864 года, в рамках широкомасштабной вилайетной реформы, вилайета Адрианополь. Часть провинции была оккупирована болгарскими войсками во время Первой Балканской войны, но была возвращена османами во время Второй Балканской войны. Во время Первой мировой войны он был ареной Галлиполийской кампании (1915—1916). После войны санджак был ненадолго (1920—1922) оккупирован Грецией в соответствии с положениями Севрского договора и стал греческой префектурой. После поражения Греции в Греко-турецкой войне 1919—1922 годов, он вернулся к Турции. Галлиполи был центром провинции в 1922—1926 годах с районами Гелиболу, Эджеабат, Кешан (также включал нынешние районы Ипсала и Энез в качестве городов) и Шаркёй до разделения между провинциями Чанаккале, Эдирне и Текирдаг.

## Административное деление
Первоначально санджак Галлиполи включал обширные районы Южной Фракии, от Кючюкчекмедже на окраине Стамбула до устьев реки Стримон, а первоначально даже Галату и Измит (Никомедию). Согласно реестру 1600 года, районами (нахиями) Гелиболу были: Гелиболу и Эвреше, Лемнос, Тасос (Тасос), Мигаль-Кара (Малкара) и Харала, Абри, Кешан, Ипсала и Гюмюльчине (Комотини). В начале XVII века чиновник Айн-и Али Эфенди записал, что в санджаке Гелиболу находятся 14 зеаметов и 85 тимаров, а позже в том же веке путешественник Эвлия Челеби сообщал о 6 зеаметов и 122 тимаров.
После реформы вилайетов 1864 года санджак Галлиполи состоял из шести каз: Гелиболу, Шаркёй, Фересик (Ферес), Кешан, Малкара и Энез. С созданием нового санджака Гюмюльчине в 1878 году санджак Гелиболу был уменьшен в размерах и к Первой мировой войне содержал только три казы: Кешан, Мюрефте и Шаркёй.